# Finlay Pickering
Finlay Pickering (* 27. ledna 2003) je britský profesionální silniční cyklista jezdící za UCI WorldTeam Team Bahrain Victorious.

## Hlavní výsledky
2021
Národní šampionát
 vítěz časovky juniorů
vítěz GP Radici Group–Bergamo–Monte Pora
Grand Prix Rüebliland
2. místo celkově
2. místo Junior CiCLE Classic
2. místo Trofeo Buffoni
Junior Tour of Wales
7. místo celkově
Mistrovství světa
8. místo časovka juniorů
2022
Tour Alsace
 celkový vítěz
 vítěz vrchařské soutěže
vítěz 3. etapy
2. místo Otley Grand Prix
9. místo GP Capodarco
2023
Alpes Isère Tour
 vítěz vrchařské soutěže